# Guía telefónica

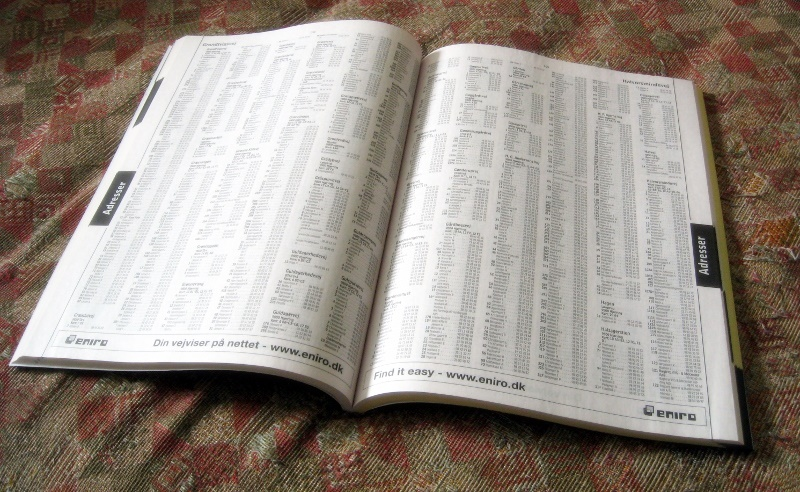
Guía telefónica

Una guía telefónica o un directorio telefónico era, originalmente, un libro o revista ofrecido por las empresas telefónicas, ayuntamientos etc. En los cuales figuraban los números de los abonados en un área geográfica determinada. Disponen a su vez, de teléfonos de interés público, como policía, bomberos, hospitales, protección civil, etc. Actualmente, se distribuyen también en formato electrónico e Internet.
Las guías contienen por orden alfabético, los nombres, la dirección postal y el teléfono de aquellos abonados a líneas de teléfono que autorizan ser publicados en la guía. En España se las conocía como Páginas Blancas, aunque actualmente existen diferentes servicios que ofrecen la misma función.[cita requerida]

## Historia
La primera guía telefónica fue publicada el 21 de febrero de 1878 en New Haven, estado de Connecticut, Estados Unidos, tenía sólo 50 nombres.